# Lophognathus gilberti
Lophognathus gilberti là một loài thằn lằn trong họ Agamidae. Loài này được Gray mô tả khoa học đầu tiên năm 1842.